# СКР-40
СКР-40, при закладке ПЛК-37 — сторожевой корабль проекта 159 Черноморского флота (по классификации НАТО — Petya-I class frigate).

## Служба

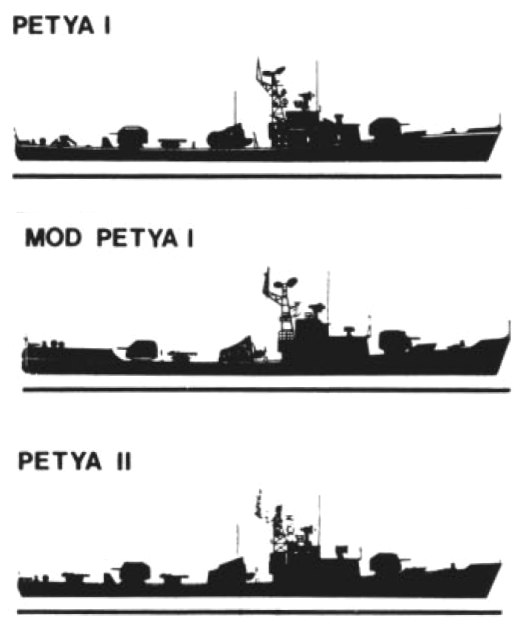
Таблица распознавания НАТО, 1987

Противолодочный корабль «ПЛК-37» проекта 159 был зачислен в списки кораблей ВМФ 28.04.1960 года. Был заложен 28.10.1960 года на стапеле ССЗ № 820 в Калининграде (заводской № 166). Спущен на воду 18.11.1961 года. Вступил в строй 30.12.1961 года. Был переведен по внутренним водным системам в Азовское море, а оттуда — в Чёрное море. 23.11.1964 года был включен в состав Черноморского флота.
Бортовые номера 618, 878, 880, 873(1974), 889(1978), 822(1984), 804(1986).
До 19.05.1966 года относился к подклассу ПЛК.
В 1964—1966 годах на корабле вместо кормовых установок АК-726 и РБУ-2500 была установлена буксируемая гидроакустическая станция МГ-325 «Вега».
В составе 17-й бригады ПЛК Крымской военно-морской базы в Донузлаве.
С 13.08.1976 по 02.03.1978 года, с 18.07.1984 по 10.06.1985 года на «Севморзаводе» им. С.Орджоникидзе в Севастополе и с 03.02 по 12.11.1986 года на СРЗ «Флотский арсенал» в Варне (Болгария) проходил капитальный и средний ремонт.
25.01.1994 года был исключен из состава ВМФ в связи со сдачей в ОРВИ для разоружения, демонтажа и реализации. 1.09.1994 года был расформирован.

## Командиры
- Супонин А. В.

## Примечание
1. 1 2 3 4 5  Сторожевой корабль СКР-40. Черноморский флот - информационный ресурс (2024).
2. ↑  Сторожевые корабли Проект 159 Проект 159А Проект 159АЭ. russianships.info (2024).